# Calcitonin Gene-Related Peptide
Das Calcitonin Gene-Related Peptide (CGRP) ist ein aus 37 Aminosäuren bestehendes Neuropeptid. Dieses Peptid wird durch dasselbe Gen wie Calcitonin codiert und wird aus diesem im peripheren Nervensystem sowie Zentralnervensystem durch selektives Splicing der mRNA gebildet. Das Calcitonin Gene-Related Peptide zählt zu den stärksten Blutgefäß-erweiternden Substanzen und spielt bei der Pathophysiologie der Migräne eine wichtige Rolle. Das Calcitonin Gene-Related Peptide wurde 1983 durch Michael G. Rosenfeld entdeckt.

## Biochemie
Vom Calcitonin Gene-Related Peptide sind derzeit zwei Isoformen bekannt, α-CGRP und β-CGRP, die sich in drei Aminosäuren voneinander unterscheiden. Die Genloci für α-CGRP und β-CGRP sind identisch mit denen für α- bzw. β-Calcitonin und befinden sich auf dem Chromosom 11. Beide Gene (α-Calcitonin/CGRP und β-Calcitonin/CGRP) bestehen aus 6 Exons, aus denen durch gewebespezifisches alternatives Splicing im Nervensystem die Calcitonin Gene-Related Peptide und in der Schilddrüse die Calcitonine gebildet werden.
Beide Isoformen des Calcitonin Gene-Related Peptide bestehen aus 37 Aminosäuren. Für eine Bindung an die CGRP-Rezeptoren CGRP1 und CGRP2, welche die physiologischen und pathophysiologischen Effekte des Calcitonin Gene-Related Peptides vermitteln, sind insbesondere die Aminosäuren 8–37 essenziell. Zusätzlich sind die Aminosäuren 1–7 und das Vorkommen einer Disulfidbindung innerhalb dieser Aminosäuren Voraussetzung für die agonistische Wirksamkeit an den CGRP-Rezeptoren.
Durch ihre strukturelle Ähnlichkeit mit dem Calcitonin Gene-Related Peptide werden auch die Peptide Adrenomedullin und Amylin der Calcitonin-/CGRP-Familie zugeordnet.

## Vorkommen
Das Calcitonin Gene-Related Peptide kommt in hoher Dichte im Zentralnervensystem, insbesondere in den sensorischen Ganglien, im Nervus trigeminus, in der Hirnrinde und in der Hypophyse vor. Dieses Neuropeptid kann auch an Nervenenden des peripheren Nervensystems in Blutgefäßen (insbesondere Arterien) und am Herzen nachgewiesen werden. In den diese Gewebe innervierenden Neuronen kommt das Calcitonin Gene-Related Peptide gemeinsam mit Noradrenalin, Vasoaktives intestinales Peptid (VIP), Neuropeptid Y, Somatostatin oder Substanz P vor.

## Funktion
Das Calcitonin Gene-Related Peptide zählt zu den stärksten blutgefäßrelaxierenden Substanzen. Bereits eine CGRP-Konzentration von wenigen pmol/l zeigt deutliche vasorelaxierende Effekte. Diese CGRP-induzierte Vasorelaxation wird einerseits über eine direkte glattmuskuläre Relaxation via Aktivierung der Adenylylcyclase und andererseits über einen indirekten Mechanismus via Freisetzung von Stickstoffmonoxid (NO) aus dem Endothel vermittelt. In Verbindung mit seinen Eigenschaften als Entzündungsmediator wird eine Dilatation der Kranialarterien durch das Calcitonin Gene-Related Peptide als ein wesentlicher Schritt in der Pathogenese der Migräne angesehen.
Des Weiteren führt es direkt zu positiv inotropen und positiv chronotropen Effekten am Herzen und besitzt mitogene Eigenschaften. Im Zentralnervensystem ist das Calcitonin Gene-Related Peptide an der Regulation der Körpertemperatur beteiligt. An der Niere wirkt dieses Peptid diuretisch über eine Erhöhung der glomerulären Filtration. Auch an der Magensäuresekretion und an der Steuerung der Hormon-Freisetzung aus der Hypophyse ist das Calcitonin Gene-Related Peptide beteiligt. Am Calcitonin-Rezeptor der Osteoklasten zeigt es hingegen nur schwache Wirkungen.
Eine ungenügende Ausschüttung von CGRP im Embryonal- oder Säuglingsstadium begünstigt auch eine Lageanomalie des Hodens (Maldescensus testis) sowie die Entwicklung von Hydrozelen und Hernien.

## Therapeutisches Potenzial
Das Calcitonin Gene-Related Peptide, sowie Substanzen, die seine Wirkung hemmen (CGRP-Rezeptorantagonisten), werden in der Therapie von Migräne eingesetzt. 
- Erenumab (Aimovig®) bindet nicht an CGRP, sondern an den CGRP-Rezeptor. Es wird deshalb als CGRPR-Inhibitor bezeichnet.
- Fremanezumab (Ajovy®), bindet direkt an CGRP und neutralisiert es.
- Galcanezumab (Emgality®), bindet direkt  an CGRP und neutralisiert es.

### CGRP-Rezeptoragonisten
Auf Grund ihrer vasorelaxierenden Eigenschaften werden das Calcitonin Gene-Related Peptide und CGRP-Agonisten u. a. als potenzielle Arzneistoffe in der Therapie der koronaren Herzkrankheit, des pulmonalen Bluthochdrucks, der erektilen Dysfunktion und peripherer Durchblutungsstörungen diskutiert.

### CGRP-Rezeptorantagonisten
Siehe: Calcitonin-Gene-Related-Peptide-Rezeptorantagonist
Basierend auf experimentellen Daten werden derzeit CGRP-Rezeptorantagonisten, wie Olcegepant und Telcagepant, als potenzielle migränewirksame Arzneistoffe entwickelt. Insbesondere Telcagepant, das in klinischen Studien der Phase III getestet wurde, zeigt eine Wirksamkeit, die mit Standardmigränetherapeutika vergleichbar ist, seine klinische Entwicklung wurde aber nicht weitergeführt. Erenumab ist als erster Antikörper zur Prophylaxe der Migräne in Deutschland seit 1. November 2018 zugelassen (Fertigspritze mit 70 mg für 4 Wochen sowie seit 1. Juni 2019 auch in 140 mg für 4 Wochen zugelassen, Handelsname Aimovig(R)) und hat einen erheblichen Zusatznutzen durch das Instituts für Qualität und Wirtschaftlichkeit im Gesundheitswesen (IQWiG) bescheinigt bekommen bei Patienten, bei denen alle bisher zugelassenen Prophylaxetherapien nicht erfolgreich waren. Ab 1. April 2019 ist in Deutschland auch Galcanezumab (Emgality) verfügbar, das CGRP direkt bindet. In den Vereinigten Staaten folgten der Zulassung von Erenumab durch die FDA Mitte Mai 2018 dann Fremanezumab (14. September 2018) und Galcanezumab (27. September 2018).